# Incijativa za istraživanje djela moderne i suvremene umjetnosti
Incijativa za istraživanje djela moderne i suvremene umjetnosti, program je koji je započeo Getty Conservation Institut (GCI, Los Angeles, SAD). Rad je počeo 2007., prije svega kao odgovor na sve veći raspon novih materijala korištenih u suvremenoj umjetničkoj praksi, te nedostatka konzervatorsko restauratorskih iskustava u radu na spomenutim materijalima.
Ovo je područje siva zona u polju konzervacije restauracije, te postavlja i sasvim nove izazove u očuvanju autentične namjere umjetnika koji je neko djelo suvremene umjetnosti stvorio, kao i fizičkog starenja prije navedenih novih materijala. Po Thomas F. Reeseu, "Konzervatori restauratori... moraju spoznati kritički duh samih djela, ako nam ne žele prenijeti ne tek dekontekstualizirane fragmente, već njihovu suštinu sačuvati za budućnost.".

## Zašto istraživati modernu i suvremenu umjetnost?
1. Jer suvremeni umjetnici koriste već sada nebrojene najrazličitije materijale,te postoji potreba za istraživanjem ponašanja spomenutih unutar promjena klime i temperaturnih skokova koji su posljedica spomenute. Kako umjetnici konstantno koriste nove tehnike rada i nove materijale potrebno je odrediti strategije budućeg rada na ovim novim materijalima.
2. Danas brojni umjetnici (kao i u bliskoj prošlosti) koriste komercijalno proizvedene materijale, znači materijale sastav kojih je zaštićen kao poslovna tajna. Konzervatori restauratori stoga imaju jedinstven zadatak definiranja prirode ovih materijala, kao i prikupljanja uzoraka materijala, kako bi isti bili raspoloživi i nakon prestanka proizvodnje. Kao primjer navedimo boje koje se koriste u soboslikarstvu.
3. Primjećeno je da je određen broj suvremenih materijala nestabilan i sklon brzom propadanju - stoga treba što prije osmisliti strategije za usporavanje propadanja rečenih materijala.
4. Time based media art: umjetnička djela koja uključuju elektroniku predstavljaju izazov konzervatorima - jer korišteni software može ubrzo postati zastarjelim. I za ovakove radove treba razraditi strategiju produženja opstojnosti i gledljivosti istih djela, uz striktno poštovanje izvorne umjetnikove namjere.
5. Brojna su suvremena umjetnička djela zasnovana više na konceptu nego na fizičkoj opstojnosti, te i ovdje konzervator mora voditi računa o umjetnikovoj namjeri.
6. Postoji i ozbiljna rasprava o potrebi uključivanja umjetnika ili njegovih nasljednika u spomenute rasprave.Ovo uključuje kako etičke tako i legalne implikacije.[2]

## Ključni ciljevi incijative za istraživanje moderne i suvremene umjetnosti
Prema Getty Conservation Institute (GCI)
1. Provođenje znanstvenih studija sintetskih materijala koje umjetnici danas koriste,kako bi se što bolje shvatilo njihovo ponašanje.
2. Korištenje kombinacije znanstveno zasnovanih testova i kritičke procjene, u svrhu razvoja i vrednovanja znanstveno zasnovanih konzervatorskih postupaka.
3. Korištenje studija stvarnih predmeta,a kako bi surađujuće institucije stekle bolji uvid u materijale i tehnike pojedinih umjetnika.
4. Organiziranje radionica kako bi se pospješio transfer znanstvenih podataka, te stvorile primjenjive konzervatorske strategije.
5. Organiziranje simpozija, susreta, rasprava, kao i publikacijakako bi se pospješila diskusija o legalnim i etičkim problemima vezanim za konzervaciju restauraciju suvremene umjetnosti.
6. Korištenje publikacija a i web zasnovanih tehnika distribucije, poboljšanje razmjene informacija o problematici konzerviranja restauriranja moderne i suvremene umjetnosti.[2]

## Vanjske poveznice
- Jackson Pollock's Mural Project (engl.)
- Art in LA Project (engl.)
- Concrete Art in Argentina and Brazil (engl.)